# Rovná hora (Mała Fatra)
Rovná hora (1087 m) – szczyt w  Krywańskiej części Małej Fatry, w Karpatach Zachodnich na Słowacji. W niektórych opracowaniach opisywany jest jako Žobrák. Znajduje się w zachodnim grzbiecie Małego Rozsutca i tworzy orograficznie prawe zbocza wąwozów  Dolné diery i Nové diery. Południowe i zachodnie zbocza Rovnej hory opadają do doliny Dierovego potoku, północne do doliny jego dopływu. 
Rovná hora jest całkowicie zalesiona. Zbudowana jest ze skał dolomitowo – wapiennych, które w licznych miejscach wystają ponad las tworząc urwiska i turnie. Znajduje się w obrębie obszaru ochrony ścisłej o nazwie Rozsutec i nie prowadzi przez nią żaden szlak turystyczny.